# 홍재훈
홍재훈(한국 한자: 洪載勳, 1996년 9월 11일 ~ )는 대한민국의 축구 선수로, 포지션은 윙백이다. 현재 K리그2 안산 그리너스 FC 소속이다.